# Mikołaj Kazimierz Wasylewicz
Mikołaj Kazimierz Wasylewicz – wojski mścisławski w latach 1638-1655.
Poseł sejmiku mścisławskiego na sejm nadzwyczajny 1655 roku.